# Elezioni comunali in Campania del 2000
Le elezioni comunali in Campania del 2000 si tennero il 16 aprile, con ballottaggio il 30 aprile.

## Napoli

### Arzano
| Candidati                            | Candidati                                        | Voti                        | %     | Liste                              | Voti   | %     | Seggi |
| ------------------------------------ | ------------------------------------------------ | --------------------------- | ----- | ---------------------------------- | ------ | ----- | ----- |
|                                      | Nicola De Mare Accede al ballottaggio            | 10.317                      | 47,99 | Socialisti Democratici Italiani    | 3.531  | 17,56 | 7     |
| Partito Popolare Italiano            | Nicola De Mare Accede al ballottaggio            | 10.317                      | 47,99 | 1.928                              | 9,59   | 3     |       |
| Democratici di Sinistra              | Nicola De Mare Accede al ballottaggio            | 10.317                      | 47,99 | 1.890                              | 9,40   | 3     |       |
| I Democratici                        | Nicola De Mare Accede al ballottaggio            | 10.317                      | 47,99 | 1.577                              | 7,84   | 3     |       |
| Udeur                                | Nicola De Mare Accede al ballottaggio            | 10.317                      | 47,99 | 867                                | 4,31   | 1     |       |
| Partito della Rifondazione Comunista | Nicola De Mare Accede al ballottaggio            | 10.317                      | 47,99 | 520                                | 2,59   | 1     |       |
|                                      | Giuseppe Antonio Fuschino Accede al ballottaggio | 3.911                       | 18,19 | Forza Italia                       | 2.731  | 13,58 | 3     |
| Centro                               | Giuseppe Antonio Fuschino Accede al ballottaggio | 3.911                       | 18,19 | 10                                 | 0,05   | -     |       |
| Seggio al candidato sindaco          | Seggio al candidato sindaco                      | Seggio al candidato sindaco | 18,19 | 1                                  |        |       |       |
|                                      | Ageo Piscopo                                     | 3.357                       | 15,62 | Alleanza Nazionale                 | 1.955  | 9,72  | 3     |
| Centro Cristiano Democratico         | Ageo Piscopo                                     | 3.357                       | 15,62 | 1.269                              | 6,31   | 1     |       |
| Seggio al candidato sindaco          | Seggio al candidato sindaco                      | Seggio al candidato sindaco | 15,62 | 1                                  |        |       |       |
|                                      | Sossio De Vita                                   | 1.321                       | 6,14  | Socialisti-Socialdemocratici-Altri | 1.208  | 6,01  | -     |
| Seggio al candidato sindaco          | Seggio al candidato sindaco                      | Seggio al candidato sindaco | 6,14  | 1                                  |        |       |       |
|                                      | Gerardina Speranza                               | 933                         | 4,34  | Rinnovamento Italiano              | 906    | 4,51  | -     |
| Seggio al candidato sindaco          | Seggio al candidato sindaco                      | Seggio al candidato sindaco | 4,34  | 1                                  |        |       |       |
|                                      | Maria Teresa Abate                               | 599                         | 2,79  | Federazione dei Verdi              | 553    | 2,75  | -     |
|                                      | Donato De Rosa                                   | 576                         | 2,68  | Movimento Sociale Fiamma Tricolore | 529    | 2,63  | -     |
|                                      | Ernesto Mastrocinque                             | 484                         | 2,25  | Democrazia Cristiana               | 633    | 3,15  | -     |
| Seggio al candidato sindaco          | Seggio al candidato sindaco                      | Seggio al candidato sindaco | 2,25  | 1                                  |        |       |       |
| Totale                               | Totale                                           | 21.498                      | 100   |                                    | 20.107 | 100   | 30    |

### Ercolano
| Candidati                          | Candidati                   | Voti                        | %     | Liste                   | Voti   | %     | Seggi |
| ---------------------------------- | --------------------------- | --------------------------- | ----- | ----------------------- | ------ | ----- | ----- |
|                                    | Luisa Bossa ✔️ Sindaco      | 19.813                      | 58,51 | Democratici di Sinistra | 7.344  | 22,74 | 8     |
| Partito Popolare Italiano          | Luisa Bossa ✔️ Sindaco      | 19.813                      | 58,51 | 5.174                   | 16,02  | 5     |       |
| Rinnovamento Italiano              | Luisa Bossa ✔️ Sindaco      | 19.813                      | 58,51 | 2.806                   | 8,69   | 3     |       |
| Rifondazione Comunista             | Luisa Bossa ✔️ Sindaco      | 19.813                      | 58,51 | 1.677                   | 5,19   | 1     |       |
| Socialisti Democratici Italiani    | Luisa Bossa ✔️ Sindaco      | 19.813                      | 58,51 | 1.506                   | 4,66   | 1     |       |
|                                    | Ciro Pane                   | 11.366                      | 33,56 | Forza Italia            | 3.477  | 10,77 | 4     |
| Alleanza Nazionale                 | Ciro Pane                   | 11.366                      | 33,56 | 3.449                   | 10,68  | 3     |       |
| Udeur                              | Ciro Pane                   | 11.366                      | 33,56 | 1.468                   | 4,55   | 1     |       |
| Democrazia Cristiana               | Ciro Pane                   | 11.366                      | 33,56 | 1.379                   | 4,27   | 1     |       |
| Movimento Sociale Fiamma Tricolore | Ciro Pane                   | 11.366                      | 33,56 | 756                     | 2,34   | -     |       |
| Centro Cristiano Democratico       | Ciro Pane                   | 11.366                      | 33,56 | 467                     | 1,45   | -     |       |
| Seggio al candidato sindaco        | Seggio al candidato sindaco | Seggio al candidato sindaco | 33,56 | 1                       |        |       |       |
|                                    | Liberato Perna              | 2.686                       | 7,93  | I Democratici           | 1.734  | 5,37  | 1     |
| Federazione dei Verdi              | Liberato Perna              | 2.686                       | 7,93  | 546                     | 1,69   | -     |       |
| Comunisti Italiani                 | Liberato Perna              | 2.686                       | 7,93  | 506                     | 1,57   | -     |       |
| Seggio al candidato sindaco        | Seggio al candidato sindaco | Seggio al candidato sindaco | 7,93  | 1                       |        |       |       |
| Totale                             | Totale                      | 33.865                      | 100   |                         | 32.289 | 100   | 30    |

### Gragnano
| Candidati                            | Candidati                    | Voti                        | %     | Liste                   | Voti   | %     | Seggi |
| ------------------------------------ | ---------------------------- | --------------------------- | ----- | ----------------------- | ------ | ----- | ----- |
|                                      | Michele Serrapica ✔️ Sindaco | 10.607                      | 58,41 | Forza Italia            | 2.618  | 15,30 | 4     |
| Gragnano 2000                        | Michele Serrapica ✔️ Sindaco | 10.607                      | 58,41 | 2.464                   | 14,40  | 3     |       |
| Centro Cristiano Democratico         | Michele Serrapica ✔️ Sindaco | 10.607                      | 58,41 | 1.960                   | 11,46  | 2     |       |
| Amore e Fedeltà                      | Michele Serrapica ✔️ Sindaco | 10.607                      | 58,41 | 1.401                   | 8,19   | 2     |       |
| Alleanza Nazionale                   | Michele Serrapica ✔️ Sindaco | 10.607                      | 58,41 | 1.071                   | 6,26   | 1     |       |
| Città e Periferie                    | Michele Serrapica ✔️ Sindaco | 10.607                      | 58,41 | 914                     | 5,34   | 1     |       |
|                                      | Giovanni Di Nola             | 6.728                       | 37,05 | Democratici di Sinistra | 2.080  | 12,16 | 3     |
| Partito Popolare Italiano            | Giovanni Di Nola             | 6.728                       | 37,05 | 1.224                   | 7,16   | 1     |       |
| Patto per Gragnano                   | Giovanni Di Nola             | 6.728                       | 37,05 | 1.123                   | 6,56   | 1     |       |
| I Democratici-Rinnovamento Italiano  | Giovanni Di Nola             | 6.728                       | 37,05 | 1.004                   | 5,87   | 1     |       |
| Comunisti Italiani                   | Giovanni Di Nola             | 6.728                       | 37,05 | 437                     | 2,55   | -     |       |
| Partito della Rifondazione Comunista | Giovanni Di Nola             | 6.728                       | 37,05 | 232                     | 1,36   | -     |       |
| Seggio al candidato sindaco          | Seggio al candidato sindaco  | Seggio al candidato sindaco | 37,05 | 1                       |        |       |       |
|                                      | Carolina Di Palma            | 826                         | 4,55  | Federazione dei Verdi   | 578    | 3,38  | -     |
| Totale                               | Totale                       | 18.161                      | 100   |                         | 17.106 | 100   | 20    |

### Grumo Nevano
| Candidati                       | Candidati                      | Voti                        | %     | Liste                                | Voti   | %     | Seggi |
| ------------------------------- | ------------------------------ | --------------------------- | ----- | ------------------------------------ | ------ | ----- | ----- |
|                                 | Alessandro Grimaldi ✔️ Sindaco | 6.344                       | 52,98 | Lista civica di centro-destra        | 2.424  | 21,19 | 5     |
| Centro                          | Alessandro Grimaldi ✔️ Sindaco | 6.344                       | 52,98 | 1.904                                | 16,64  | 4     |       |
| Centro                          | Alessandro Grimaldi ✔️ Sindaco | 6.344                       | 52,98 | 760                                  | 6,64   | 1     |       |
| Centro                          | Alessandro Grimaldi ✔️ Sindaco | 6.344                       | 52,98 | 710                                  | 6,21   | 1     |       |
| Lista Civica di Centro-Sinistra | Alessandro Grimaldi ✔️ Sindaco | 6.344                       | 52,98 | 628                                  | 5,49   | 1     |       |
|                                 | Angelo Di Lorenzo              | 4.647                       | 38,81 | Partito Popolare Italiano            | 1.894  | 16,56 | 3     |
| Riformatori Grumesi             | Angelo Di Lorenzo              | 4.647                       | 38,81 | 1.195                                | 10,45  | 2     |       |
| Socialisti Democratici Italiani | Angelo Di Lorenzo              | 4.647                       | 38,81 | 490                                  | 4,28   | 1     |       |
| I Democratici                   | Angelo Di Lorenzo              | 4.647                       | 38,81 | 290                                  | 2,54   | -     |       |
| Federazione dei Verdi           | Angelo Di Lorenzo              | 4.647                       | 38,81 | 214                                  | 1,87   | -     |       |
| Seggio al candidato sindaco     | Seggio al candidato sindaco    | Seggio al candidato sindaco | 38,81 | 1                                    |        |       |       |
|                                 | Luigi Ruggiero                 | 796                         | 6,65  | Democratici di Sinistra              | 801    | 7,00  | -     |
| Seggio al candidato sindaco     | Seggio al candidato sindaco    | Seggio al candidato sindaco | 6,65  | 1                                    |        |       |       |
|                                 | Antonio Campanile              | 188                         | 1,57  | Partito della Rifondazione Comunista | 129    | 1,13  | -     |
| Totale                          | Totale                         | 11.975                      | 100   |                                      | 11.439 | 100   | 20    |

### Mugnano di Napoli
| Candidati                            | Candidati                                 | Voti                        | %     | Liste                     | Voti   | %     | Seggi |
| ------------------------------------ | ----------------------------------------- | --------------------------- | ----- | ------------------------- | ------ | ----- | ----- |
|                                      | Francesco Chianese Accede al ballottaggio | 7.412                       | 43,33 | Partito Popolare Italiano | 1.780  | 11,20 | 3     |
| I Democratici                        | Francesco Chianese Accede al ballottaggio | 7.412                       | 43,33 | 1.484                     | 9,34   | 3     |       |
| Centro                               | Francesco Chianese Accede al ballottaggio | 7.412                       | 43,33 | 987                       | 6,21   | 2     |       |
| Rinnovamento Italiano                | Francesco Chianese Accede al ballottaggio | 7.412                       | 43,33 | 910                       | 5,73   | 2     |       |
| Partito della Rifondazione Comunista | Francesco Chianese Accede al ballottaggio | 7.412                       | 43,33 | 1.503                     | 9,70   | 1     |       |
| Sinistra Democratica                 | Francesco Chianese Accede al ballottaggio | 7.412                       | 43,33 | 562                       | 3,54   | 1     |       |
|                                      | Antonio Montieri Accede al ballottaggio   | 6.416                       | 37,51 | Democratici di Sinistra   | 2.548  | 16,04 | 2     |
| Socialisti Democratici Italiani      | Antonio Montieri Accede al ballottaggio   | 6.416                       | 37,51 | 1.707                     | 10,75  | 2     |       |
| Udeur                                | Antonio Montieri Accede al ballottaggio   | 6.416                       | 37,51 | 1.354                     | 8,52   | 1     |       |
| Federazione dei Verdi                | Antonio Montieri Accede al ballottaggio   | 6.416                       | 37,51 | 541                       | 3,41   | -     |       |
| Seggio al candidato sindaco          | Seggio al candidato sindaco               | Seggio al candidato sindaco | 37,51 | 1                         |        |       |       |
|                                      | Domenico Cacciapuoti                      | 2.971                       | 17,37 | Forza Italia              | 1.578  | 9,93  | 1     |
| Alleanza Nazionale                   | Domenico Cacciapuoti                      | 2.971                       | 17,37 | 943                       | 5,94   | -     |       |
| Centro Cristiano Democratico         | Domenico Cacciapuoti                      | 2.971                       | 17,37 | 535                       | 3,37   | -     |       |
| Seggio al candidato sindaco          | Seggio al candidato sindaco               | Seggio al candidato sindaco | 17,37 | 1                         |        |       |       |
|                                      | Gennaro Liberti                           | 308                         | 1,80  | Comunisti Italiani        | 265    | 1,67  | -     |
| Totale                               | Totale                                    | 17.107                      | 100   |                           | 15.886 | 100   | 20    |

### Nola
| Candidati                           | Candidati                                 | Voti                        | %     | Liste                        | Voti   | %     | Seggi |
| ----------------------------------- | ----------------------------------------- | --------------------------- | ----- | ---------------------------- | ------ | ----- | ----- |
|                                     | Giuseppe Serpico Accede al ballottaggio   | 7.768                       | 34,72 | Rinnovamento Italiano        | 2.054  | 9,60  | 6     |
| Partito Popolare Italiano           | Giuseppe Serpico Accede al ballottaggio   | 7.768                       | 34,72 | 1.228                        | 5,86   | 1     |       |
| Centro                              | Giuseppe Serpico Accede al ballottaggio   | 7.768                       | 34,72 | 1.297                        | 6,06   | 3     |       |
| Udeur                               | Giuseppe Serpico Accede al ballottaggio   | 7.768                       | 34,72 | 785                          | 3,67   | 2     |       |
| Socialisti Democratici Italiani     | Giuseppe Serpico Accede al ballottaggio   | 7.768                       | 34,72 | 656                          | 3,06   | 1     |       |
| Città del Sole                      | Giuseppe Serpico Accede al ballottaggio   | 7.768                       | 34,72 | 576                          | 2,69   | 1     |       |
|                                     | Francesco Ambrosio Accede al ballottaggio | 6.527                       | 29,17 | Forza Italia                 | 3.668  | 17,14 | 3     |
| Alleanza Nazionale                  | Francesco Ambrosio Accede al ballottaggio | 6.527                       | 29,17 | 3.009                        | 14,06  | 3     |       |
| Democrazia Cristiana                | Francesco Ambrosio Accede al ballottaggio | 6.527                       | 29,17 | 911                          | 4,26   | -     |       |
| Seggio al candidato sindaco         | Seggio al candidato sindaco               | Seggio al candidato sindaco | 29,17 | 1                            |        |       |       |
|                                     | Carmelo Allocca                           | 3.931                       | 17,57 | Democratici di Sinistra      | 1.910  | 8,92  | 2     |
| Rifondazione Comunista              | Carmelo Allocca                           | 3.931                       | 17,57 | 640                          | 2,99   | -     |       |
| Federazione dei Verdi-I Democratici | Carmelo Allocca                           | 3.931                       | 17,57 | 521                          | 2,43   | -     |       |
| Seggio al candidato sindaco         | Seggio al candidato sindaco               | Seggio al candidato sindaco | 17,57 | 1                            |        |       |       |
|                                     | Antonio Ferone                            | 3.135                       | 14,01 | Centro Cristiano Democratico | 2.539  | 11,86 | 1     |
| Socialisti-Socialdemocratici-Altri  | Antonio Ferone                            | 3.135                       | 14,01 | 474                          | 2,21   | -     |       |
| Seggio al candidato sindaco         | Seggio al candidato sindaco               | Seggio al candidato sindaco | 14,01 | 1                            |        |       |       |
|                                     | Aniello Napolitano                        | 1.012                       | 4,52  | Cristiani Democratici Uniti  | 629    | 2,94  | -     |
| Totale                              | Totale                                    | 22.373                      | 100   |                              | 21.404 | 100   | 30    |

### Ottaviano
| Candidati                       | Candidati                              | Voti                        | %     | Liste                           | Voti   | %     | Seggi |
| ------------------------------- | -------------------------------------- | --------------------------- | ----- | ------------------------------- | ------ | ----- | ----- |
|                                 | Michele Saviano Accede al ballottaggio | 3.923                       | 27,39 | Democratici di Sinistra         | 1.037  | 7,89  | 2     |
| Socialisti Democratici Italiani | Michele Saviano Accede al ballottaggio | 3.923                       | 27,39 | 818                             | 6,22   | 2     |       |
| Partito Popolare Italiano       | Michele Saviano Accede al ballottaggio | 3.923                       | 27,39 | 814                             | 6,19   | 2     |       |
| Rifondazione Comunista          | Michele Saviano Accede al ballottaggio | 3.923                       | 27,39 | 649                             | 4,94   | 1     |       |
| Comunisti Italiani              | Michele Saviano Accede al ballottaggio | 3.923                       | 27,39 | 147                             | 1,12   | -     |       |
|                                 | Diomede Pisanti Accede al ballottaggio | 5.223                       | 36,46 | Forza Italia                    | 2.586  | 19,67 | 3     |
| Alleanza Nazionale              | Diomede Pisanti Accede al ballottaggio | 5.223                       | 36,46 | 2.324                           | 17,68  | 2     |       |
| Democrazia Cristiana            | Diomede Pisanti Accede al ballottaggio | 5.223                       | 36,46 | 517                             | 3,93   | -     |       |
| Seggio al candidato sindaco     | Seggio al candidato sindaco            | Seggio al candidato sindaco | 36,46 | 1                               |        |       |       |
|                                 | Pasquale Ambrosio                      | 2.741                       | 19,14 | Lista Civica di Centro-Sinistra | 1.078  | 8,20  | 2     |
| I Democratici                   | Pasquale Ambrosio                      | 2.741                       | 19,14 | 890                             | 6,77   | 2     |       |
| Seggio al candidato sindaco     | Seggio al candidato sindaco            | Seggio al candidato sindaco | 19,14 | 1                               |        |       |       |
|                                 | Francesco Catapano                     | 1.753                       | 12,24 | Cristiani Democratici Uniti     | 993    | 7,55  | 1     |
| Centro                          | Francesco Catapano                     | 1.753                       | 12,24 | 677                             | 5,15   | -     |       |
| Seggio al candidato sindaco     | Seggio al candidato sindaco            | Seggio al candidato sindaco | 12,24 | 1                               |        |       |       |
|                                 | Vincenzo Masecchia                     | 684                         | 4,78  | Centro                          | 617    | 4,69  | -     |
| Totale                          | Totale                                 | 13.147                      | 100   |                                 | 14.324 | 100   | 20    |

### Pomigliano d'Arco
| Candidati                                         | Candidati                   | Voti                        | %     | Liste                           | Voti   | %     | Seggi |
| ------------------------------------------------- | --------------------------- | --------------------------- | ----- | ------------------------------- | ------ | ----- | ----- |
|                                                   | Michele Caiazzo ✔️ Sindaco  | 17.717                      | 65,52 | Democratici di Sinistra         | 7.842  | 30,10 | 12    |
| Sinistra                                          | Michele Caiazzo ✔️ Sindaco  | 17.717                      | 65,52 | 2.028                           | 7,78   | 3     |       |
| Rifondazione Comunista                            | Michele Caiazzo ✔️ Sindaco  | 17.717                      | 65,52 | 1.584                           | 6,08   | 2     |       |
| Comunisti Italiani                                | Michele Caiazzo ✔️ Sindaco  | 17.717                      | 65,52 | 1.177                           | 4,52   | 1     |       |
| Federazione dei Verdi                             | Michele Caiazzo ✔️ Sindaco  | 17.717                      | 65,52 | 1.173                           | 4,50   | 1     |       |
| I Democratici                                     | Michele Caiazzo ✔️ Sindaco  | 17.717                      | 65,52 | 1.168                           | 4,48   | 1     |       |
| Partito Popolare Italiano                         | Michele Caiazzo ✔️ Sindaco  | 17.717                      | 65,52 | 896                             | 3,44   | 1     |       |
| Udeur                                             | Michele Caiazzo ✔️ Sindaco  | 17.717                      | 65,52 | 640                             | 2,46   | -     |       |
| Lista Civica di Centro-Sinistra                   | Michele Caiazzo ✔️ Sindaco  | 17.717                      | 65,52 | 594                             | 2,28   | -     |       |
| Centro                                            | Michele Caiazzo ✔️ Sindaco  | 17.717                      | 65,52 | 587                             | 2,25   | -     |       |
| Partito Repubblicano Italiano                     | Michele Caiazzo ✔️ Sindaco  | 17.717                      | 65,52 | 174                             | 0,67   | -     |       |
|                                                   | Salvatore Esposito          | 5.505                       | 20,36 | Alleanza Nazionale              | 1.666  | 6,40  | 2     |
| Centro Cristiano Democratico-Democrazia Cristiana | Salvatore Esposito          | 5.505                       | 20,36 | 1.455                           | 5,59   | 1     |       |
| Forza Italia-Socialisti-Socialdemocratici         | Salvatore Esposito          | 5.505                       | 20,36 | 1.092                           | 4,19   | 1     |       |
| Seggio al candidato sindaco                       | Seggio al candidato sindaco | Seggio al candidato sindaco | 20,36 | 1                               |        |       |       |
|                                                   | Vincenzo Rea                | 3.370                       | 12,46 | Socialisti Democratici Italiani | 3.703  | 14,21 | 3     |
| Seggio al candidato sindaco                       | Seggio al candidato sindaco | Seggio al candidato sindaco | 12,46 | 1                               |        |       |       |
|                                                   | Assunta Malavenda           | 450                         | 1,66  | Cobas per l'Autorganizzazione   | 272    | 1,04  | -     |
| Totale                                            | Totale                      | 26.051                      | 100   |                                 | 27.042 | 100   | 30    |

### Portici
| Candidati                       | Candidati                                  | Voti                        | %     | Liste                              | Voti   | %     | Seggi |
| ------------------------------- | ------------------------------------------ | --------------------------- | ----- | ---------------------------------- | ------ | ----- | ----- |
|                                 | Leopoldo Spedaliere Accede al ballottaggio | 16.880                      | 43,11 | Democratici di Sinistra            | 6.482  | 18,18 | 8     |
| Rinnovamento Italiano           | Leopoldo Spedaliere Accede al ballottaggio | 16.880                      | 43,11 | 2.829                              | 7,93   | 3     |       |
| Lista civica di centro-sinistra | Leopoldo Spedaliere Accede al ballottaggio | 16.880                      | 43,11 | 2.449                              | 6,87   | 3     |       |
| Federazione dei Verdi           | Leopoldo Spedaliere Accede al ballottaggio | 16.880                      | 43,11 | 2.224                              | 6,24   | 3     |       |
| Comunisti Italiani              | Leopoldo Spedaliere Accede al ballottaggio | 16.880                      | 43,11 | 854                                | 2,40   | -     |       |
|                                 | Emilio Parrella Accede al ballottaggio     | 13.892                      | 35,48 | I Democratici                      | 3.679  | 10,32 | 2     |
| Partito Popolare Italiano       | Emilio Parrella Accede al ballottaggio     | 13.892                      | 35,48 | 2.636                              | 7,39   | 2     |       |
| Socialisti Democratici Italiani | Emilio Parrella Accede al ballottaggio     | 13.892                      | 35,48 | 1.636                              | 4,59   | 1     |       |
| Rifondazione Comunista          | Emilio Parrella Accede al ballottaggio     | 13.892                      | 35,48 | 1.569                              | 4,40   | 1     |       |
| Partito Repubblicano Italiano   | Emilio Parrella Accede al ballottaggio     | 13.892                      | 35,48 | 1.076                              | 3,02   | -     |       |
| Udeur                           | Emilio Parrella Accede al ballottaggio     | 13.892                      | 35,48 | 889                                | 2,49   | -     |       |
| Seggio al candidato sindaco     | Seggio al candidato sindaco                | Seggio al candidato sindaco | 35,48 | 1                                  |        |       |       |
|                                 | Antonio Nicola Cantalamessa                | 7.468                       | 19,07 | Alleanza Nazionale                 | 3.329  | 9,34  | 2     |
| Forza Italia                    | Antonio Nicola Cantalamessa                | 7.468                       | 19,07 | 3.162                              | 8,87   | 2     |       |
| Democrazia Cristiana            | Antonio Nicola Cantalamessa                | 7.468                       | 19,07 | 1.152                              | 3,23   | -     |       |
| Cristiani Democratici Uniti     | Antonio Nicola Cantalamessa                | 7.468                       | 19,07 | 835                                | 2,34   | -     |       |
| Seggio al candidato sindaco     | Seggio al candidato sindaco                | Seggio al candidato sindaco | 19,07 | 1                                  |        |       |       |
|                                 | Luigi Snichelotto                          | 390                         | 1,00  | Lista Civica                       | 351    | 0,98  | -     |
|                                 | Carmine Savastano                          | 268                         | 0,68  | Partito Socialista-Altri           | 291    | 0,82  | -     |
|                                 | Sofia Marino                               | 257                         | 0,66  | Movimento Sociale Fiamma Tricolore | 213    | 0,60  | -     |
| Totale                          | Totale                                     | 35.656                      | 100   |                                    | 39.155 | 100   | 30    |

### Sant'Antonio Abate
| Candidati                          | Candidati                                | Voti                        | %     | Liste                                                                             | Voti   | %     | Seggi |
| ---------------------------------- | ---------------------------------------- | --------------------------- | ----- | --------------------------------------------------------------------------------- | ------ | ----- | ----- |
|                                    | Gioacchino Alfano Accede al ballottaggio | 4.818                       | 40,73 | Centro Cristiano Democratico                                                      | 1.950  | 17,00 | 6     |
| Centro                             | Gioacchino Alfano Accede al ballottaggio | 4.818                       | 40,73 | 1.221                                                                             | 10,65  | 4     |       |
| Alleanza Nazionale                 | Gioacchino Alfano Accede al ballottaggio | 4.818                       | 40,73 | 808                                                                               | 6,99   | 2     |       |
| Democrazia Cristiana               | Gioacchino Alfano Accede al ballottaggio | 4.818                       | 40,73 | 292                                                                               | 2,55   | -     |       |
| Movimento Sociale Fiamma Tricolore | Gioacchino Alfano Accede al ballottaggio | 4.818                       | 40,73 | 178                                                                               | 1,55   | -     |       |
|                                    | Michele Schettino Accede al ballottaggio | 4.523                       | 38,24 | Centro                                                                            | 1.741  | 15,18 | 2     |
| Cristiani Democratici Uniti        | Michele Schettino Accede al ballottaggio | 4.523                       | 38,24 | 1.664                                                                             | 14,51  | 2     |       |
| Forza Italia                       | Michele Schettino Accede al ballottaggio | 4.523                       | 38,24 | 1.600                                                                             | 13,95  | 1     |       |
| Seggio al candidato sindaco        | Seggio al candidato sindaco              | Seggio al candidato sindaco | 38,24 | 1                                                                                 |        |       |       |
|                                    | Mario Savarese                           | 1.500                       | 12,68 | Partito Popolare Italiano-Democratici di Sinistra-Socialisti Democratici Italiani | 1.093  | 9,53  | -     |
| Seggio al candidato sindaco        | Seggio al candidato sindaco              | Seggio al candidato sindaco | 12,68 | 1                                                                                 |        |       |       |
|                                    | Salvatore Del Sorbo                      | 988                         | 8,35  | Rinnovamento Italiano                                                             | 927    | 8,08  | -     |
| Seggio al candidato sindaco        | Seggio al candidato sindaco              | Seggio al candidato sindaco | 8,35  | 1                                                                                 |        |       |       |
|                                    |                                          |                             |       |                                                                                   |        |       |       |
| Totale                             | Totale                                   | 11.468                      | 100   |                                                                                   | 11.829 | 100   | 30    |

### Sorrento
| Candidati                     | Candidati                               | Voti                        | %     | Liste                           | Voti   | %     | Seggi |
| ----------------------------- | --------------------------------------- | --------------------------- | ----- | ------------------------------- | ------ | ----- | ----- |
|                               | Marco Fiorentino Accede al ballottaggio | 5.395                       | 46,31 | Forza Italia                    | 2.370  | 21,61 | 6     |
| Lista civica di centro-destra | Marco Fiorentino Accede al ballottaggio | 5.395                       | 46,31 | 944                             | 8,61   | 2     |       |
| Alleanza Nazionale            | Marco Fiorentino Accede al ballottaggio | 5.395                       | 46,31 | 738                             | 6,73   | 2     |       |
| Centro Cristiano Democratico  | Marco Fiorentino Accede al ballottaggio | 5.395                       | 46,31 | 614                             | 5,60   | 1     |       |
| Lista civica di centro-destra | Marco Fiorentino Accede al ballottaggio | 5.395                       | 46,31 | 583                             | 5,32   | 1     |       |
|                               | Ferdinando Pinto Accede al ballottaggio | 3.534                       | 30,33 | Uniti per la Città che Vogliamo | 2.452  | 22,36 | 3     |
| Seggio al candidato sindaco   | Seggio al candidato sindaco             | Seggio al candidato sindaco | 30,33 | 1                               |        |       |       |
|                               | Ennio Barbato                           | 2.012                       | 17,27 | Centro                          | 1.567  | 14,29 | 2     |
| Rinnovamento Italiano         | Ennio Barbato                           | 2.012                       | 17,27 | 579                             | 5,28   | -     |       |
| Udeur                         | Ennio Barbato                           | 2.012                       | 17,27 | 488                             | 4,45   | -     |       |
| Seggio al candidato sindaco   | Seggio al candidato sindaco             | Seggio al candidato sindaco | 17,27 | 1                               |        |       |       |
|                               | Raffaele Cozzolino                      | 710                         | 6,09  | Lista civica di centro-sinistra | 631    | 5,75  | -     |
| Seggio al candidato sindaco   | Seggio al candidato sindaco             | Seggio al candidato sindaco | 6,09  | 1                               |        |       |       |
|                               |                                         |                             |       |                                 |        |       |       |
| Totale                        | Totale                                  | 10.966                      | 100   |                                 | 11.651 | 100   | 20    |

### Torre Annunziata
| Candidati                       | Candidati                         | Voti                        | %     | Liste                         | Voti   | %     | Seggi |
| ------------------------------- | --------------------------------- | --------------------------- | ----- | ----------------------------- | ------ | ----- | ----- |
|                                 | Francesco Maria Cucolo ✔️ Sindaco | 16.667                      | 60,79 | Democratici di Sinistra       | 6.370  | 24,45 | 9     |
| I Democratici                   | Francesco Maria Cucolo ✔️ Sindaco | 16.667                      | 60,79 | 3.688                         | 14,15  | 5     |       |
| Partito Popolare Italiano       | Francesco Maria Cucolo ✔️ Sindaco | 16.667                      | 60,79 | 2.473                         | 9,49   | 3     |       |
| Socialisti Democratici Italiani | Francesco Maria Cucolo ✔️ Sindaco | 16.667                      | 60,79 | 1.507                         | 5,78   | 2     |       |
| Partito Repubblicano Italiano   | Francesco Maria Cucolo ✔️ Sindaco | 16.667                      | 60,79 | 889                           | 3,41   | 1     |       |
| Rifondazione Comunista          | Francesco Maria Cucolo ✔️ Sindaco | 16.667                      | 60,79 | 824                           | 3,16   | 1     |       |
| Comunisti Italiani              | Francesco Maria Cucolo ✔️ Sindaco | 16.667                      | 60,79 | 673                           | 2,58   | -     |       |
| Federazione dei Verdi           | Francesco Maria Cucolo ✔️ Sindaco | 16.667                      | 60,79 | 559                           | 2,15   | -     |       |
|                                 | Nicola Ricciardelli               | 5.567                       | 20,31 | Forza Italia                  | 3.720  | 14,28 | 4     |
| Alleanza Nazionale              | Nicola Ricciardelli               | 5.567                       | 20,31 | 1.688                         | 6,48   | 2     |       |
| Cristiani Democratici Uniti     | Nicola Ricciardelli               | 5.567                       | 20,31 | 677                           | 2,60   | -     |       |
| Seggio al candidato sindaco     | Seggio al candidato sindaco       | Seggio al candidato sindaco | 20,31 | 1                             |        |       |       |
|                                 | Gennaro Di Paolo                  | 3.183                       | 11,61 | Lista civica di centro-destra | 848    | 3,25  | -     |
| Lista civica di centro-destra   | Gennaro Di Paolo                  | 3.183                       | 11,61 | 692                           | 2,66   | -     |       |
| Seggio al candidato sindaco     | Seggio al candidato sindaco       | Seggio al candidato sindaco | 11,61 | 1                             |        |       |       |
|                                 | Mauro Fusco                       | 1.999                       | 7,29  | Democrazia Cristiana          | 1.447  | 5,55  | -     |
| Seggio al candidato sindaco     | Seggio al candidato sindaco       | Seggio al candidato sindaco | 7,29  | 1                             |        |       |       |
|                                 |                                   |                             |       |                               |        |       |       |
| Totale                          | Totale                            | 26.055                      | 100   |                               | 27.416 | 100   | 30    |

### Volla
| Candidati                       | Candidati                                          | Voti                        | %     | Liste                   | Voti   | %     | Seggi |
| ------------------------------- | -------------------------------------------------- | --------------------------- | ----- | ----------------------- | ------ | ----- | ----- |
|                                 | Giovanni Ciro Mastrogiacomo Accede al ballottaggio | 6.220                       | 49,24 | Democratici di Sinistra | 3.111  | 26,33 | 7     |
| Partito Popolare Italiano       | Giovanni Ciro Mastrogiacomo Accede al ballottaggio | 6.220                       | 49,24 | 1.385                   | 11,72  | 3     |       |
| Socialisti Democratici Italiani | Giovanni Ciro Mastrogiacomo Accede al ballottaggio | 6.220                       | 49,24 | 525                     | 4,44   | 1     |       |
| Rifondazione Comunista          | Giovanni Ciro Mastrogiacomo Accede al ballottaggio | 6.220                       | 49,24 | 465                     | 3,94   | 1     |       |
| Comunisti Italiani              | Giovanni Ciro Mastrogiacomo Accede al ballottaggio | 6.220                       | 49,24 | 239                     | 2,02   | -     |       |
|                                 | Salvatore Ricci Accede al ballottaggio             | 6.104                       | 48,33 | Forza Italia            | 2.179  | 18,44 | 3     |
| Lista civica di centro-destra   | Salvatore Ricci Accede al ballottaggio             | 6.104                       | 48,33 | 1.709                   | 14,46  | 3     |       |
| Centro Cristiano Democratico    | Salvatore Ricci Accede al ballottaggio             | 6.104                       | 48,33 | 786                     | 6,65   | 1     |       |
| Alleanza Nazionale              | Salvatore Ricci Accede al ballottaggio             | 6.104                       | 48,33 | 512                     | 4,33   | -     |       |
| Democrazia Cristiana            | Salvatore Ricci Accede al ballottaggio             | 6.104                       | 48,33 | 405                     | 3,43   | -     |       |
| Lista civica di centro-destra   | Salvatore Ricci Accede al ballottaggio             | 6.104                       | 48,33 | 194                     | 1,64   | -     |       |
| Seggio al candidato sindaco     | Seggio al candidato sindaco                        | Seggio al candidato sindaco | 48,33 | 1                       |        |       |       |
|                                 | Carmela Merone                                     | 307                         | 2,43  | I Democratici           | 305    | 2,58  | -     |
| Totale                          | Totale                                             | 11.815                      | 100   |                         | 12.631 | 100   | 20    |

## Avellino

### Ariano Irpino
| Candidati                       | Candidati                   | Voti                        | %     | Liste                                     | Voti   | %     | Seggi |
| ------------------------------- | --------------------------- | --------------------------- | ----- | ----------------------------------------- | ------ | ----- | ----- |
|                                 | Domenico Covotta ✔️ Sindaco | 8.125                       | 50,71 | Partito Popolare Italiano                 | 4.985  | 32,12 | 7     |
| Insieme per Ariano              | Domenico Covotta ✔️ Sindaco | 8.125                       | 50,71 | 1.520                                     | 9,79   | 2     |       |
| Socialisti Democratici Italiani | Domenico Covotta ✔️ Sindaco | 8.125                       | 50,71 | 849                                       | 5,47   | 1     |       |
| Democratici di Sinistra         | Domenico Covotta ✔️ Sindaco | 8.125                       | 50,71 | 796                                       | 5,13   | 1     |       |
| Rinnovamento Italiano           | Domenico Covotta ✔️ Sindaco | 8.125                       | 50,71 | 777                                       | 5,01   | 1     |       |
| I Democratici                   | Domenico Covotta ✔️ Sindaco | 8.125                       | 50,71 | 497                                       | 3,20   | -     |       |
|                                 | Erminio Grasso              | 7.111                       | 44,38 | Forza Italia-Centro Cristiano Democratico | 2.726  | 17,56 | 4     |
| L'Orologio                      | Erminio Grasso              | 7.111                       | 44,38 | 1.412                                     | 9,10   | 2     |       |
| Alleanza Nazionale              | Erminio Grasso              | 7.111                       | 44,38 | 1.238                                     | 7,98   | 1     |       |
| Cristiani Democratici Uniti     | Erminio Grasso              | 7.111                       | 44,38 | 281                                       | 1,81   | -     |       |
| Seggio al candidato sindaco     | Seggio al candidato sindaco | Seggio al candidato sindaco | 44,38 | 1                                         |        |       |       |
|                                 | Giovanni Maraia             | 788                         | 4,92  | Rifondazione Comunista                    | 440    | 2,83  | -     |
| Totale                          | Totale                      | 15.521                      | 100   |                                           | 16.024 | 100   | 20    |

## Caserta

### Casal di Principe
| Candidati                       | Candidati                      | Voti                        | %     | Liste                   | Voti   | %     | Seggi |
| ------------------------------- | ------------------------------ | --------------------------- | ----- | ----------------------- | ------ | ----- | ----- |
|                                 | Pasquale Martinelli ✔️ Sindaco | 6.770                       | 60,09 | Forza Italia            | 4.533  | 42,65 | 9     |
| Alleanza Nazionale              | Pasquale Martinelli ✔️ Sindaco | 6.770                       | 60,09 | 1.453                   | 13,67  | 3     |       |
| Cristiani Democratici Uniti     | Pasquale Martinelli ✔️ Sindaco | 6.770                       | 60,09 | 785                     | 7,39   | 1     |       |
| Cdl                             | Pasquale Martinelli ✔️ Sindaco | 6.770                       | 60,09 | 675                     | 6,35   | 1     |       |
|                                 | Luigi Scalzone                 | 4.496                       | 39,91 | Democratici di Sinistra | 1.041  | 9,79  | 2     |
| Rinnovamento Italiano           | Luigi Scalzone                 | 4.496                       | 39,91 | 848                     | 7,98   | 2     |       |
| Udeur                           | Luigi Scalzone                 | 4.496                       | 39,91 | 743                     | 6,99   | 1     |       |
| Socialisti Democratici Italiani | Luigi Scalzone                 | 4.496                       | 39,91 | 376                     | 3,54   | -     |       |
| Partito Popolare Italiano       | Luigi Scalzone                 | 4.496                       | 39,91 | 175                     | 1,65   | -     |       |
| Seggio al candidato sindaco     | Seggio al candidato sindaco    | Seggio al candidato sindaco | 39,91 | 1                       |        |       |       |
| Totale                          | Totale                         | 10.629                      | 100   |                         | 11.266 | 100   | 20    |

### Castel Volturno
| Candidati                          | Candidati                        | Voti                        | %     | Liste                 | Voti  | %     | Seggi |
| ---------------------------------- | -------------------------------- | --------------------------- | ----- | --------------------- | ----- | ----- | ----- |
|                                    | Antonio Aldo Scalzone ✔️ Sindaco | 5.849                       | 66,72 | Alleanza Nazionale    | 2.596 | 32,07 | 7     |
| Centro Cristiano Democratico       | Antonio Aldo Scalzone ✔️ Sindaco | 5.849                       | 66,72 | 2.324                 | 28,71 | 6     |       |
| Movimento Sociale Fiamma Tricolore | Antonio Aldo Scalzone ✔️ Sindaco | 5.849                       | 66,72 | 557                   | 6,88  | 1     |       |
|                                    | Daniele Papararo                 | 2.917                       | 33,28 | Federazione di Centro | 1.318 | 16,28 | 3     |
| Democratici di Sinistra            | Daniele Papararo                 | 2.917                       | 33,28 | 1.301                 | 16,07 | 2     |       |
| Seggio al candidato sindaco        | Seggio al candidato sindaco      | Seggio al candidato sindaco | 33,28 | 1                     |       |       |       |
| Totale                             | Totale                           | 8.096                       | 100   |                       | 8.766 | 100   | 20    |

## Salerno

### Eboli
| Candidati                     | Candidati                              | Voti                 | %     | Liste                           | Voti   | %     | Seggi |
| ----------------------------- | -------------------------------------- | -------------------- | ----- | ------------------------------- | ------ | ----- | ----- |
|                               | Gerardo Rosania Accede al ballottaggio | 10.960               | 48,80 | Rifondazione Comunista          | 3.169  | 14,93 | 6     |
| Democratici di Sinistra       | Gerardo Rosania Accede al ballottaggio | 10.960               | 48,80 | 2.755                           | 12,98  | 5     |       |
| I Democratici                 | Gerardo Rosania Accede al ballottaggio | 10.960               | 48,80 | 1.290                           | 6,08   | 2     |       |
| Partito Popolare Italiano     | Gerardo Rosania Accede al ballottaggio | 10.960               | 48,80 | 1.072                           | 5,05   | 2     |       |
| Udeur                         | Gerardo Rosania Accede al ballottaggio | 10.960               | 48,80 | 958                             | 4,51   | 2     |       |
| Comunisti Italiani            | Gerardo Rosania Accede al ballottaggio | 10.960               | 48,80 | 958                             | 4,51   | 1     |       |
|                               | Fausto Vecchio Accede al ballottaggio  | 5.419                | 24,13 | Forza Italia                    | 2.213  | 10,43 | 3     |
| Alleanza Nazionale            | Fausto Vecchio Accede al ballottaggio  | 5.419                | 24,13 | 1.821                           | 8,58   | 2     |       |
| Lista civica di centro-destra | Fausto Vecchio Accede al ballottaggio  | 5.419                | 24,13 | 1.405                           | 6,62   | 1     |       |
| Centro Cristiano Democratico  | Fausto Vecchio Accede al ballottaggio  | 5.419                | 24,13 | 1.208                           | 5,69   | 1     |       |
| Destra                        | Fausto Vecchio Accede al ballottaggio  | 5.419                | 24,13 | 522                             | 2,46   | -     |       |
| Seggio di coalizione          | Seggio di coalizione                   | Seggio di coalizione | 24,13 | 1                               |        |       |       |
|                               | Carmelo Conte                          | 5.160                | 22,98 | Lista civica di centro-sinistra | 1.180  | 5,56  | 1     |
| Orizzonti Nuovi               | Carmelo Conte                          | 5.160                | 22,98 | 982                             | 4,63   | -     |       |
| Seggio di coalizione          | Seggio di coalizione                   | Seggio di coalizione | 22,98 | 1                               |        |       |       |
|                               | Gerardo D'Urso                         | 919                  | 4,09  | Città Nuova                     | 1.698  | 7,95  | 1     |
| Seggio di coalizione          | Seggio di coalizione                   | Seggio di coalizione | 4,09  | 1                               |        |       |       |
| Totale                        | Totale                                 | 21.220               | 100   |                                 | 22.458 | 100   | 30    |

### Pontecagnano Faiano
| Candidati                       | Candidati                                | Voti                        | %     | Liste                         | Voti   | %     | Seggi |
| ------------------------------- | ---------------------------------------- | --------------------------- | ----- | ----------------------------- | ------ | ----- | ----- |
|                                 | Ernesto Sica Accede al ballottaggio      | 7.219                       | 49,13 | Democratici di Sinistra       | 1.896  | 13,81 | 4     |
| Socialisti Democratici Italiani | Ernesto Sica Accede al ballottaggio      | 7.219                       | 49,13 | 1.741                         | 12,68  | 3     |       |
| Rinnovamento Italiano           | Ernesto Sica Accede al ballottaggio      | 7.219                       | 49,13 | 1.227                         | 8,94   | 2     |       |
| Partito Popolare Italiano       | Ernesto Sica Accede al ballottaggio      | 7.219                       | 49,13 | 1.110                         | 8,08   | 2     |       |
| Udeur                           | Ernesto Sica Accede al ballottaggio      | 7.219                       | 49,13 | 878                           | 6,39   | 1     |       |
| Rifondazione Comunista          | Ernesto Sica Accede al ballottaggio      | 7.219                       | 49,13 | 511                           | 3,72   | 1     |       |
| Comunisti Italiani              | Ernesto Sica Accede al ballottaggio      | 7.219                       | 49,13 | 163                           | 1,19   | -     |       |
|                                 | Giuseppe D'Ascoli Accede al ballottaggio | 3.544                       | 24,12 | Forza Italia                  | 1.516  | 11,04 | 2     |
| Centro Cristiano Democratico    | Giuseppe D'Ascoli Accede al ballottaggio | 3.544                       | 24,12 | 1.070                         | 7,79   | 1     |       |
| Alleanza Nazionale              | Giuseppe D'Ascoli Accede al ballottaggio | 3.544                       | 24,12 | 678                           | 4,94   | 1     |       |
| Seggio al candidato sindaco     | Seggio al candidato sindaco              | Seggio al candidato sindaco | 24,12 | 1                             |        |       |       |
|                                 | Lucia Zoccoli Nicodemo                   | 1.413                       | 9,62  | Sinistra                      | 677    | 4,93  | -     |
| Sinistra                        | Lucia Zoccoli Nicodemo                   | 1.413                       | 9,62  | 212                           | 1,54   | -     |       |
| Seggio al candidato sindaco     | Seggio al candidato sindaco              | Seggio al candidato sindaco | 9,62  | 1                             |        |       |       |
|                                 | Giovanni Ferro                           | 1.256                       | 8,55  | Partito Repubblicano Italiano | 393    | 2,86  | -     |
| Città Nuova                     | Giovanni Ferro                           | 1.256                       | 8,55  | 277                           | 2,02   | -     |       |
| Lista civica di centro-destra   | Giovanni Ferro                           | 1.256                       | 8,55  | 215                           | 1,57   | -     |       |
| Centro                          | Giovanni Ferro                           | 1.256                       | 8,55  | 152                           | 1,11   | -     |       |
| Seggio al candidato sindaco     | Seggio al candidato sindaco              | Seggio al candidato sindaco | 8,55  | 1                             |        |       |       |
|                                 | Teodoro Stefano Tascone                  | 487                         | 3,31  | Destra                        | 357    | 2,60  | -     |
|                                 | Vincenzo Petrosino                       | 428                         | 2,91  | Lista civica di centro-destra | 361    | 2,63  | -     |
|                                 | Vittorio Mastrovito                      | 346                         | 2,35  | Centro                        | 298    | 2,17  | -     |
| Totale                          | Totale                                   | 13.732                      | 100   |                               | 14.693 | 100   | 20    |